# 玛路弘
玛路弘（日语：マルホ株式会社）是一家日本制药公司，总部位于大阪府大阪市北区，主营皮肤科药品。

## 历史
1915年创建，第二次世界大战期间被合并，1944年2月命令解散，1949年10月又恢复经营，1965年10月改为现在名字。2018年2月进入中国市场，2023年12月26日在北京设立全资子公司。该公司目前主要运营与医疗药品、诊断试剂、医疗器械和化妆品有关的业务。